# Natalie Sago
Natalie Sago est une arbitre américaine de basket-ball née le 24 mai 1989 à Saint-Louis dans le Missouri.
Elle officie en National Basketball Association (NBA) depuis la saison 2018-2019.

## Biographie

### Jeunesse et études
Natalie Sago naît le 24 mai 1989 à Saint-Louis dans le Missouri, aux États-Unis. Son père, Shelton Sago, optométriste à Farmington, a été arbitre de basket-ball dans un lycée pendant 35 ans.
Elle atteint la finale du championnat de basket-ball de l'État du Missouri en 2007 avec l'équipe du lycée de Farmington. Elle poursuit ses études supérieures au Jefferson College à Hillsboro et à l'université Drury à Springfield. Elle fait partie de l'équipe de softball mais elle reprend ensuite rapidement le basket-ball, qui reste son premier amour. Elle est titulaire d'une licence en éducation physique de l'Université du Missouri-Saint-Louis obtenue en 2013.

### Carrière en NBA
Le 15 novembre 2018, la NBA annonce sa promotion en tant que membre titulaire de l'équipe d'arbitrage de la ligue,. Sélectionnée en même temps que Mousa Dagher, Matt Myers, Phenizee Ransom et Ashley Moyer-Gleich, elle rejoint Lauren Holtkamp-Sterling dans la ligue américaine qui n'a compté que deux autres femmes arbitres : Violet Palmer et Dee Kantner, recrutées en 1997,,.
Elle officie pour la première fois le 22 octobre 2018 lors de la rencontre opposant les Grizzlies de Memphis et le Jazz de l'Utah, à Salt Lake City.
Elle a auparavant arbitré pendant trois saisons dans la NBA G League et la Women's National Basketball Association (WNBA). Elle a officié lors du NBA G League International Challenge lors du NBA All-Star 2018 à Los Angeles,.
Le 25 janvier 2021, pour la première fois le trio arbitrale d'une rencontre de NBA est constitué de deux femmes et un homme. Natalie Sago officie avec Jenna Schroeder et Sean Wright, arbitre en chef à Orlando où le Magic l'emporte contre les Hornets de Charlotte,,,. Natalie Sago salue l'action de la ligue en faveur des femmes : « Je suis fière de faire partie d'une organisation qui encourage les gens à faire leur travail en fonction de leurs capacités, et non de leur sexe, de leur race, de leur appartenance ethnique, ce genre de choses. ».
Elle porte le maillot numéro 9.

## Lire aussi